# Война и мир (филм, 1956)
„Война и мир“ (на английски: War and Peace) е исторически филм от 1956 г., адаптация на едноименния роман на Лев Толстой. Режисьор е Кинг Видор, а продуценти са Дино Де Лаурентис и Карло Пиноти. Във филма участват Одри Хепбърн, Хенри Фонда и Мел Ферер. Музиката е композирана от Нино Рота.